# BTicino
BTicino SpA és una empresa metal·lúrgica italiana que opera en el camp dels equips elèctrics de baixa tensió utilitzats per a l'habitatge, l'ocupació i la producció. Bticino proposa solucions per a la distribució d'energia, per a la comunicació (porters i videoporters) i per al control de la llum, el so, el clima i la seguretat.

## Història
Fundada l'any 1936 pels germans Arnaldo, Luigi i Ermanno Bassani amb el nom de Ticino Electric Switches per produir petits articles metàl·lics de diferents aplicacions. Des de 1948, l'empresa es va convertir en Bassani SpA i s'especialitza en la fabricació de components elèctrics utilitzats a l'interior de les cases, per tal de cobrir la creixent demanda derivada de la reconstrucció postconflicte.
Responent als canvis en la tecnologia elèctrica i a les demandes dels espais habitables, Bassani Ticino (nom adoptat l'any 1974) va desenvolupar un conjunt de dispositius per controlar la distribució d'energia de baixa tensió, dissenyant una gamma de productes, des del "quadrícula elèctrica" fins als interruptors. – que combinen les característiques tècniques i funcionals relacionades amb la modalitat d'instal·lació, amb especial atenció al dibuix.
L'any 1989, Bassani Ticino es va unir al grup francès Legrand, canviant el seu nom a BTicino. Bticino va ser la primera empresa que va concebre els interruptors com a mobles (no només com a components industrials), desenvolupant un tractament específic destinat a millorar la qualitat del producte i simplificar la implantació.
L'empresa es va fer famosa al mercat italià durant els anys 50; "Domino" i "Sicura" ("Segur") van ser els noms de la primera sèrie que va tenir un gran èxit. Els productes dels anys 60 es caracteritzen per la facilitat de muntatge i per la modularitat: tenien estès la caixa rectangular, que representa l'estàndard actual. La sèrie Magic (1961) és la primera caixa de presa de corrent amb interruptors modulars.
El tema de la seguretat adquireix cada cop més importància a mesura que augmenta la difusió capil·lar dels sistemes elèctrics, la qual cosa fa que sigui més probable un contacte accidental amb un conductor elèctric en tensió. Després es construeix i patenta un disjuntor anomenat “dispositiu de corrent residual” (1965); és una commutació d'alta potència, amb l'addició d'un transformador diferencial.
L'empresa també és coneguda al llarg dels anys per les plaques que envolten els interruptors normals de la casa. Amb la Sèrie Living (1985) i la posterior Light and Living International (1996) s'introdueixen dispositius de control multifuncional de components individuals.
L'any 2001 Bticino va llançar el primer sistema MyHome Domotics basat en la tecnologia SCS d'autobús. Seguint el camí cap a l'automatització, la sèrie Axolute (2005) va proposar per primera vegada la integració del videoporter amb la instal·lació domèstica, mentre que Axolute Nighter & Whice (2008) marca un pas més cap a la simplificació estètica dels equips elèctrics d'ús residencial.
L'any 2006 es va posar a disposició el protocol OpenWebNet, que permet la interacció amb la planta de Domòtica mitjançant l'ús del Gateway adequat.

## La companyia
L'empresa forma part del Grup Internacional Legrand i opera tant al mercat italià com al mercat mundial amb més de 60 oficines a l'estranger. Els principals productes en l'àmbit dels equips elèctrics són interruptors tradicionals i domòtics, plaques, dispositius de corrent residual, intercomunicadors i videoporters.
L'oficina principal i la seu central es troben a Varese, on hi ha 1500 empleats, repartits entre oficines de disseny, producció, qualitat, proves, màrqueting, administratives i comercials. Altres ubicacions importants són Erba, on es desenvolupen i produeixen tots els productes de domòtica i videoporters; Ospedaletto Lodigiano on està situat el magatzem central; Bodio, on es fan les plaques; Azzano San Paolo i Torre del Greco, on es desenvolupen i fabriquen dispositius industrials i dispositius de corrent residual.
BTicino està present a molts mercats: Europa (Bèlgica, Espanya), Amèrica Llatina (Brasil, Mèxic, Costa Rica, Veneçuela, Xile, Perú), Àsia (Tailàndia, Xina) i Estats Units.
L'estratègia de l'empresa és aportar qualitat, tecnologia i valors de disseny italià, especialment introduint en el rendiment funcional i d'instal·lació els mèrits de l'estètica i la comoditat.